# NK Lokomotiva Zagreb
NK Lokomotiva Zagreb este un club de fotbal din Zagreb, Croația.Echipa susține meciurile de acasă pe Igralište na Kajzerici cu o capacitate de 5.000 de locuri.

## Lotul sezonului 2022-2023
| Nr. |                       | Poziție | Jucător                                           |
| --- | --------------------- | ------- | ------------------------------------------------- |
| 1   | Croația               | P       | Nikola Čavlina                                    |
| 5   | Albania               | F       | Jon Mersinaj                                      |
| 6   | Kosovo                | F       | Hajdin Salihu                                     |
| 7   | Nigeria               | A       | Ibrahim Aliyu                                     |
| 9   | Croația               | A       | Sandro Kulenović (împrumutat de la Dinamo Zagreb) |
| 10  | Albania               | A       | Indrit Tuci                                       |
| 11  | Croația               | M       | Lukas Kačavenda                                   |
| 12  | Croația               | P       | Krunoslav Hendija                                 |
| 13  | Bosnia și Herțegovina | M       | Blaž Bošković                                     |
| 14  | Bosnia și Herțegovina | M       | Mateo Marić                                       |
| 15  | Kosovo                | F       | Art Smakaj                                        |
| 16  | Țările de Jos         | F       | Justin de Haas                                    |

| Nr. |                       | Poziție | Jucător                                             |
| --- | --------------------- | ------- | --------------------------------------------------- |
| 17  | Bosnia și Herțegovina | F       | Ivan Milićević                                      |
| 18  | Croația               | M       | Marko Hanuljak                                      |
| 19  | Croația               | F       | Josip Pivarić (căpitan)                             |
| 20  | Croația               | F       | Branimir Kalaica                                    |
| 22  | Croația               | M       | Silvio Goričan                                      |
| 23  | Croația               | M       | Luka Stojković                                      |
| 24  | Bosnia și Herțegovina | F       | Branimir Cipetić                                    |
| 27  | Croația               | F       | Marko Vranjković                                    |
| 29  | Muntenegru            | M       | Vladan Bubanja                                      |
| 30  | Croația               | M       | Jakov-Anton Vasilj (împrumutat de la Dinamo Zagreb) |
| 31  | Croația               | P       | Zvonimir Šubarić                                    |
| 32  | Croația               | P       | Krševan Santini (vice-căpitan)                      |

## Jucători importanți
- Otto Barić
- Zvonimir Cimermančić
- Tvrtko Kale
- Silvio Marić
- Ante Mladinić